# Matuguinao
Matuguinao (Bayan ng Matuguinao) är en kommun i Filippinerna. Kommunen tillhör provinsen Samar och ligger på ön med samma namn. Folkmängden uppgår till 5 361 invånare.

## Barangayer
Matuguinao är indelat i 20 barangayer.
| - Angyap - Barruz (Barangay No. 1) - Camonoan - Carolina - Deit - Del Rosario - Libertad - Ligaya - Mabuligon Pob. - Maduroto Pob. | - Mahanud - Mahayag - Nagpapacao - Rizal - Salvacion - San Isidro - Santa Cruz - Bag-otan - Inubod - San Roque (Mabuhay) |